# Andrea Bienias
Andrea Bienias (dekliški priimek Reichstein), nemška atletinja, * 11. november 1959, Leipzig, Vzhodna Nemčija. 
Nastopila je na poletnih olimpijskih igrah leta 1980 in osvojila šesto mesto v skoku v višino. Na evropskih dvoranskih prvenstvih je osvojila naslov prvakinje leta 1986 in podprvakinje leta 1982. 